# Anna Gobbi
Pour les articles homonymes, voir Gobbi.
Anna Gobbi, née en 1918 à Milan (Lombardie), est une costumière, scénariste et réalisatrice italienne.

## Biographie
Gobbi s'est fait un nom en tant que costumière pour le théâtre, avant de travailler également pour un total de cinq films de 1946 à 1949, et à nouveau en 1954. Les relations ainsi créées l'ont amenée à effectuer de nombreuses autres tâches dans ce secteur ; Gobbi a ainsi travaillé comme assistante de montage, assistante réalisatrice et a écrit plusieurs scénarios, souvent pour Clemente Fracassi. En 1965, elle réalise son seul film : Lo scandalo, avec les acteurs français Philippe Leroy et Anouk Aimée. Le film dont elle a également écrit le scénario et assuré le montage reçoit un accueil favorable de la critique.

## Filmographie

### Réalisatrice
- 1965 : Lo scandalo

### Monteuse
- 1965 : Lo scandalo

### Scénariste
- 1953 : Aïda de Clemente Fracassi
- 1955 : Le Souffle de la liberté (Andrea Chénier) de Clemente Fracassi
- 1958 : Voyage de plaisir (Camping) de Franco Zeffirelli
- 1965 : Lo scandalo d'Anna Gobbi
- 1970 : Vague de chaleur (Ondate di calore) de Nelo Risi

### Costumière
- 1946 : Le soleil se lèvera encore (Il sole sorge ancora) d'Aldo Vergano
- 1946 : Inquietudine (it) de Vittorio Carpignano et Emilio Cordero (it)
- 1947 : Chasse tragique (Caccia tragica) de Giuseppe De Santis
- 1949 : Riz amer (Riso amaro) de Giuseppe De Santis
- 1950 : Pâques sanglantes (Non c'è pace tra gli ulivi) de Giuseppe De Santis
- 1955 : La Fille du fleuve (La donna del fiume) de Mario Soldati
- 1957 : Ombres sous la mer (Boy on a Dolphin) de Jean Negulesco